# 샤프 필 UX
샤프 필(Feel) UX는 일본의 전자 회사 샤프전자의 스마트폰에 사용되는 UI이다.

## 탑재 모델
- 샤프 아쿠오스 Sh930w
- 샤프 아쿠오스 Sh837w
- 샤프 아쿠오스 SHL22
- 샤프 아쿠오스 SHL23
- 샤프 아쿠오스 206SH
- 샤프 아쿠오스 패드

## 같이 보기
- 샤프전자
- 다른 안드로이드 기기 제조사들의 플랫폼
  - 삼성 터치위즈
  - HTC 센스
  - 모토블러 - 모토로라
  - 소니 레이첼 UI
  - 델 스테이지 UI
  - LG 옵티머스 UI
  - 팬택 플럭스
  - KT테크 테이크 UI
  - 화웨이 이모션 UI
  - MIUI
  - NTT도코모 팔레트 UI